# Karofane
Karofane est une localité et une commune rurale du Niger, du département de Bouza, région de Tahoua.

## Géographie
Karofane est située sur la route nationale 16 à 21 km au sud-est du chef-lieu départemental Bouza.  
|         | Bouza    | Babankatami |
| Bouza   | Karofane | Adjékoria   |
| Madaoua | Ourno    |             |

## Histoire
La commune rurale de Karofane instaurée en 2002 est issue du canton de Bouza. 

## Population
Lors du recensement général de 2012, la population communale est relevée à 77 796 habitants. La localité compte 2 661 habitants en 2012.

## Services et infrastructures
- Centre de Santé Intégré (CSI) à Karofane,
- Collège d'enseignement général (CEG) à Karofane,
- Centre de formation des métiers (CFM) à Karofane.